# جنگ‌های ایتالیا
جنگ‌های ایتالیا که به عنوان جنگ‌های بزرگ ایتالیا، جنگ‌های هابسبورگ-والوا یا جنگ‌های رنسانس نیز شناخته می‌شود، مجموعه‌ای از کشمکش‌ها میان سالهای ۱۴۹۴ تا ۱۵۵۹ میلادی بود که بیش تر دولت‌شهرهای ایتالیا، ایالات پاپی و همچنین قدرت‌های اروپای غربی (فرانسه، اسپانیا، امپراتوری مقدس روم، انگلستان و اسکاتلند) به علاوهٔ امپراتوری عثمانی درگرفت. اگرچه این جنگ در اصل از تنش‌های قدرت‌های منطقه بر سر دوک‌نشین میلان و پادشاهی ناپل روی داد، اما پس از مدتی به جدال میان سرزمین‌های مختلف بر سر قلمرو بیشتر انجامید. همچنین، این جنگ آمیزه‌ای از پیمان‌ها، اتحادها و خیانت‌ها بود.

## مقدمه
به دنبال پایان جنگ لمباردی میان میلان و ونیز در ۱۴۵۴، دورهٔ طولانی صلح آغاز شد که با حکومت لورنتزوی مدیچی در فلورانس همراه بود و تا ۱۴۸۲ میلادی، که جنگ فرارا آغاز شد، طول کشید.
اسپانیا نیز پذیرفته بود که در قبال پیمان بارسلونا در ۱۴۹۲، که روسیون و سیردانیا را به آن کشور داد، در یورش فرانسه به ایتالیا دخالت نکند.

## جنگ‌ها

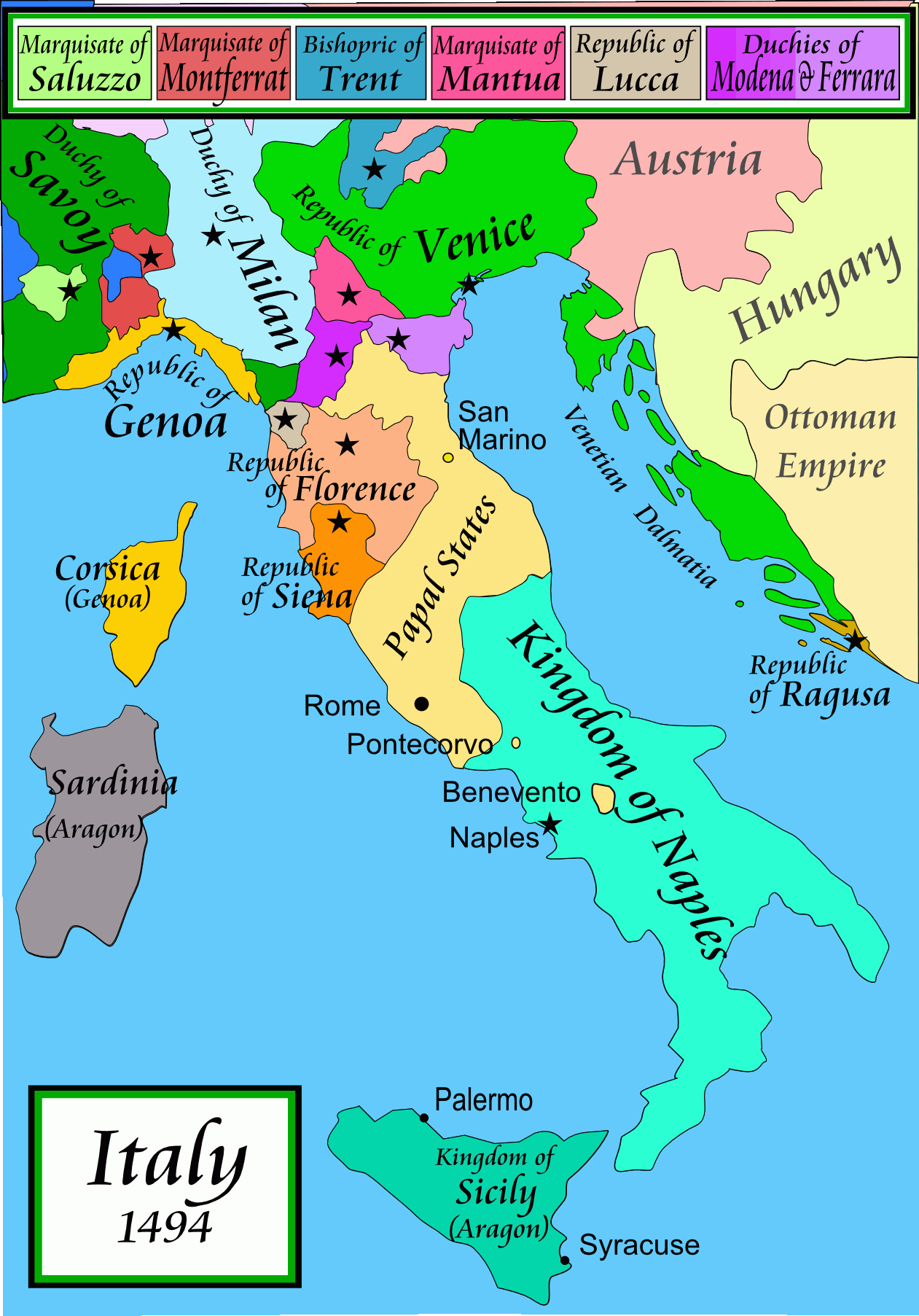
ایتالیا در ۱۴۹۴ میلادی

### جنگ ایتالیا (۱۴۹۴–۱۴۹۸)
مرحله آغازین جنگ‌های ایتالیا بود. در این جنگ شارل هشتم، پادشاه فرانسه از کمک‌های اولیه دوک میلان برخوردار بود، در مقابل امپراتوری مقدس روم ، اسپانیا و اتحاد قدرت های ایتالیایی به رهبری پاپ الکساندر ششم ، معروف به اتحادیه ونیز قرار داشت.
در ۱۵۰۰ میلادی، لوئی دوازدهم با فرناندوی دوم، پادشاه آراگون توافق کرد تا ناپل را تقسیم کرده و از جنوب به میلان وارد شوند. تا ۱۵۰۲ لشکریان دو طرف طبق توافق قبلی، میلان را تقسیم کردند اما دوباره با هم اختلاف پیدا کرده و جنگیدند. این بار فرانسویان در نبرد چرینیولا و نبرد گاریلیانو مغلوب شدند و ناپل را به اسپانیا واگذار نمودند.

### جنگ ایتالیا (۱۴۹۹–۱۵۰۴)
لوئی دوازدهم پادشاه فرانسه، یکسال پس از جانشینی شارل هشتم، درمدت ۷ ماه میلان را فتح نمود.
سربازان جنگاور سوییسی که در خدمت لودویک اسفورزا، دوک میلان بودند، سر از خدمت او پیچیده و اینچنین مقدمات فتح میلان توسط لوئی دوازدهم را فراهم نمودند.
لوئی دوازدهم پس از این پیروزی، چشم به فتح ناپل داشت اما بیم او از اتحاد فرناندوی دوم، پادشاه آراگون و فردریک سوم، پادشاه ناپل (که پسرعموی یکدیگر بودند)، سبب شد تا لوئی درصدد جلب نظر فرناندو برای مساعدت در فتح ناپل برآید.
در نتیجهٔ این اتحاد موقت، نیروهای لوئی و فرناندو  در سال ۱۵۰۰ وارد ناپل شدند و لوئی دوازدهم خود را پادشاه ناپل خواند.
این اتحاد پایدار نماند و به زودی اختلاف بر سر غنیمت مشترک آغاز گشت. در ۱۵۰۲ درگیری‌ها آغاز شد و اسپانیایی‌ها توانستند در ۱۵۰۳ (به قولی ۱۵۰۴) ناپل را از آن خویش سازند.

## اتحاد کامبره
همزمان با کشمکش سربازان فرانسوی و اسپانیایی بر سر ناپل، ژولین دو لا رُور با نام ژولیوس دوم به عنوان پاپ کلیسای کاتولیک رُم برگزیده شد. وی که در پی تسلط مجدد پاپ بر ایالات پاپی و حتی سایر دول ایتالیا بود، درصدد بیرون راندن خارجی‌ها از ایتالیا برآمد. اینان که وحشی یا بربر خوانده می‌شدند (که آشکارا توهین آمیز بود) فرانسوی‌ها و اسپانیایی‌ها بودند.
اما پیش از آن لازم بود تا دولت مستقل ونیز را شکست دهند. ژولیوس دوم در این راه تنها نماند چه اینکه لوئی دوازدهم پادشاه فرانسه، ماکسیمیلیان یکم، امپراتور مقدس روم، فرناندوی دوم، پادشاه آراگون و حتی زمامداران فلورانس نیز به پاپ سلطه طلب ملحق شدند و لشکر فرانسویان که زودتر آمادهٔ کارزار گشته بود به تاریخ مِی ۱۵۰۹ در آگنادل ونیزی‌ها را شکست داد.

### جنگ ایتالیا (۱۵۴۲–۱۵۴۶)
فرانسوای اول، شاه فرانسه، پس از اتحاد با سلطان سلیمان یکم، امپراتور عثمانی، هجوم پایانی به ایتالیا را آغاز کرد. ناوگان مشترک فرانسه-عثمانی تحت فرماندهی خیرالدین بارباروسا در اوت ۱۵۴۳ شهر نیس را فتح کردند. سپس، در جبههٔ دیگر، ارتش فرانسه با غلبه بر آلمانی‌ها، آنها را وادار کرد به سوی لمباردی عقب‌نشینی کنند. کارل پنجم امپراتور مقدس روم (که همزمان پادشاه اسپانیا هم بود) و هنری هشتم، شاه انگلستان، در اتحاد با یکدیگر به شمال فرانسه هجوم برده و فرانسه را مجبور به پایان جنگ نمودند. عاقبت، مرزها به قبل از وقوع جنگ بازگشت.

## نتایج
با پایان جنگ در ۱۵۵۹ میلادی، اسپانیا به رهبری خاندان هابسبورگ پس از ضربه زدن به فرانسه، تبدیل به یگانه ابرقدرت اروپا شد. همچنین، فرانسه نیز از داخل دچار آشفتگی شد. دولت‌های ایتالیایی تبدیل به کشورهای درجه دو شده و میلان و ناپل نیز به اسپانیا تعلق گرفت.